# Gimnastyka na Letnich Igrzyskach Olimpijskich 1932 – wspinanie po linie mężczyzn
Wspinanie po linie były jedną z konkurencji gimnastycznych rozgrywanych podczas Letnich Igrzysk Olimpijskich 1932. Zawody zostały rozegrane w dniu 10 sierpnia 1932 r. W zawodach wystartowało pięciu zawodników z dwóch krajów.

## Format zawodów
Zawody polegały na wspinaniu się po 8 metrowej linie na czas. Każdy z zawodników miał trzy próby. Do wyników zaliczano najlepszy czas.

## Wyniki
| Pozycja | Zawodnik        | Reprezentacja     | 1 próba | 2 próba | 3 próba | Czas |
| ------- | --------------- | ----------------- | ------- | ------- | ------- | ---- |
| 1.      | Benny Bass      | Stany Zjednoczone | 6,7     | 6,8     | 6,9     | 6,7  |
| 2.      | Jack Galbraith  | Stany Zjednoczone | 7,0     | 6,8     | 7,0     | 6,8  |
| 3.      | Thomas Connolly | Stany Zjednoczone | 7,1     | 7,0     | 7,2     | 7,1  |
| 4.      | Miklós Péter    | Węgry             | 11,5    | -       | -       | 11,5 |
| 5.      | Péter Boros     | Węgry             | 11,6    | -       | -       | 11,6 |